# 1135 (عدد)
 1135 هو عدد صحيح، يلي العدد 1134 ويسبق العدد 1136.

## في الرياضيات

### خصائص
- عدد طبيعي.[3]
- عدد فردي.[4][5]

- عدد موجب،[6] السالب منه هو - 1135.[7]

## في التاريخ
- 1135 هـ هي سنة في التقويم الهجري.
- هي سنة 1135 م في التقويم الميلادي.

## وصلات خارجية
الأعداد الصاتمة، ديوان اللغة العربية.